# Le canzoni di Natale
Le canzoni di Natale è una raccolta antologica del coro italiano Piccolo Coro dell'Antoniano, pubblicato nel 2010 in allegato con la rivista TV Sorrisi e Canzoni.

## Descrizione
È una collezione di brani natalizi. Tutti i brani sono interpretati dal Piccolo Coro dell'Antoniano diretto da Sabrina Simoni o Mariele Ventre. L'editore è Antoniano.

## Tracce
1. Gioia nel mondo
2. Anche quest'anno è già Natale
3. Adeste fideles
4. Din don dan
5. Se la gente usasse il cuore
6. Il giorno più bello dell'anno
7. Ninna nanna di Brahms
8. Scusa Gesù ti do del tu
9. Nenia di Natale Polacca
10. Dorme Betlemme fra le mura antiche
11. Let it snow
12. Santa notte
13. Do they know it's Christmas?
14. Caro Gesù ti scrivo
15. Happy Xmas
16. Una stella a Betlemme
17. Buon Natale in allegria!
18. Tu scendi dalle stelle
19. Bianco Natale
20. We are the world